# Arthur Flemming

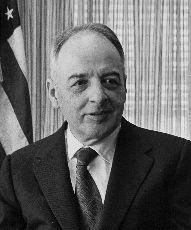
Arthur Flemming

Arthur Sherwood Flemming (* 12. Juni 1905 in Kingston, New York; † 7. September 1996 in Alexandria, Virginia) war ein US-amerikanischer Politiker, der dem Kabinett von Präsident Dwight D. Eisenhower als Gesundheits-, Bildungs- und Wohlfahrtsminister angehörte. Er fungierte zudem als Präsident mehrerer Hochschulen in den Vereinigten Staaten.

## Aufstieg in Regierungsdiensten
Arthur Flemming machte 1927 seinen Bachelor-Abschluss an der Ohio Wesleyan University; im folgenden Jahr erwarb er den Master in Politikwissenschaften an der American University in Washington. In der Folge arbeitete er von 1930 bis 1934 als Reporter für die United States Daily; während dieser Zeit machte er noch sein juristisches Examen an der George Washington University. Zwischen 1934 und 1938 fungierte er als Direktor der School of Public Affairs an der American University.
Seine Laufbahn im öffentlichen Dienst begann 1939, als Präsident Franklin D. Roosevelt ihn als Vertreter der Republikaner in die Civil Service Commission berief, in der er bis 1948 verblieb. Er war auch Mitglied der Hoover-Kommission, die sich mit der Organisationsstruktur der Bundesregierung befasste. Im Juni 1948 nahm er das Angebot an, Präsident der Ohio Wesleyan University zu werden; dieses Amt bekleidete er als erster ehemaliger Student der Universität. 1951 ließ er sich beurlauben, um stellvertretender Leiter des Office of Defense Mobilization zu werden. Zwei Jahre später rückte er zum Direktor dieser Regierungsbehörde auf.

## Minister und Universitätspräsident
Im Jahr 1957 kehrte Flemming an seine Alma Mater zurück, doch schon im folgenden Jahr berief ihn Präsident Eisenhower als Secretary of Health, Education and Welfare in sein Kabinett. Dort verblieb Flemming vom 1. August 1958 bis zum Ende von Eisenhowers Amtszeit am 19. Januar 1961. Als Minister baute er das  Sozialversicherungssystem weiter aus; ein Augenmerk seiner Arbeit lag zudem auf dem Engagement für ältere Mitbürger sowie der Desegregation des Bildungssystems. 1959 rückte er in den Blickpunkt der Öffentlichkeit, als er kurz vor Thanksgiving von dem Verzehr von Cranberries wegen Rückständen des Herbizids Amitrol abriet. Damit löste er den Great Cranberry Scandal aus.
Nach seinem Abschied aus der Regierung wurde Flemming Präsident der University of Oregon. Während seiner Amtszeit wuchs die Anzahl der Studenten von 8000 auf 14.000; zudem wurden deutlich mehr Bundesmittel in Eugene investiert. Unter Flemming wurde die School of Community Services and Public Affairs an der Universität eingerichtet, darüber hinaus wurden ein Observatorium sowie diverse Laboratorien auf dem Hochschulgelände erbaut. Er trat dafür ein, dass Gus Hall, Führer der Kommunistischen Partei, auf dem Campus sprechen durfte. Von 1969 bis 1971 war er noch Präsident des Macalester College.

## Weiterer Lebenslauf
1966 wurde Flemming für vier Jahre zum Präsidenten des nationalen Kirchenrates der USA (National Council of Churches) gewählt. Danach ernannte ihn US-Präsident Richard Nixon 1971 zum Seniorenbeauftragten der Regierung (Commissioner on Aging). Dies blieb er bis 1978; außerdem führte er von 1972 bis 1982 den Vorsitz in der staatlichen Bürgerrechtskommission.
Nachdem er bereits 1957 durch Präsident Eisenhower mit der Presidential Medal of Freedom ausgezeichnet war, erhielt Flemming diese Ehrung ein weiteres Mal im Jahr 1994 durch Bill Clinton. Zwei Jahre später verstarb er in einem Seniorenwohnheim in Virginia an akutem Nierenversagen. Nach dem ehemaligen Minister ist der Arthur S. Flemming Award benannt, mit dem herausragende Leistungen von Bundesbediensteten gewürdigt werden. Unter anderem wurde Neil Armstrong, Robert Gates und Elizabeth Dole diese Ehrung bereits zuteil.